# Fire in the Hole (Brand Nubian)
Fire in the Hole è il quinto album del gruppo hip hop statunitense Brand Nubian, pubblicato nel 2004 da Babygrande Records.
| Recensione                | Giudizio |
| ------------------------- | -------- |
| AllMusic                  | [ 1 ]    |
| Rolling Stone Album Guide | [ 2 ]    |
| RapReviews                | [ 3 ]    |

## Tracce
| #  | Titolo                                       | Produttore             | Performer(s)                                |
| -- | -------------------------------------------- | ---------------------- | ------------------------------------------- |
| 1  | "Who Wanna Be a Star? (It's Brand Nu Baby!)" | Lord Jamar             | Lord Jamar, Sadat X, Grand Puba             |
| 2  | "Young Son"                                  | Lord Jamar             | Grand Puba, Lord Jamar, Sadat X             |
| 3  | "Where Are You Now?"                         | Lord Jamar, Sadat X    | Sadat X, Grand Puba, Lord Jamar, Starr      |
| 4  | "Just Don't Learn"                           | DJ Alamo, Lord Jamar   | Lord Jamar, Sadat X, Grand Puba             |
| 5  | "Still Livin' in the Ghetto"                 | Lord Jamar             | Lord Jamar, Grand Puba, Sadat X, Starr      |
| 6  | "Momma"                                      | DJ Alamo               | Lord Jamar, Sadat X, Grand Puba             |
| 7  | "Got a Knot"                                 | Grand Puba, Lord Jamar | Grand Puba, Sadat X, Lord Jamar             |
| 8  | "Coming Years"                               | Lord Jamar             | Grand Puba, Lord Jamar, Sadat X             |
| 9  | "Whatever Happened...?"                      | Lord Jamar             | Lord Jamar, Sadat X, Grand Puba             |
| 10 | "Always Mine"                                | Lord Jamar             | Sadat X, Lord Jamar, Grand Puba             |
| 11 | "Ooh Child"                                  | Grand Puba, Lord Jamar | Sadat X, Grand Puba, Lord Jamar, Aisha Mike |
| 12 | "Soldier's Story"                            | Lord Jamar             | Lord Jamar, Sadat X, Grand Puba             |

## Classifiche settimanali
| Classifica (2004)         | Posizione massima |
| ------------------------- | ----------------- |
| US Top R&B/Hip-Hop Albums | 57                |